# Euphorbia mellifera
A  Euphorbia mellifera Seub., comummente conhecida como figueira-do-inferno (não confundir com a espécie Datura stramonium, que consigo partilha este nome comum) é uma planta do género Euphorbia, da família das Euphorbiáceas.

## Nomes comuns
Além de «figueira-do-inferno», esta espécie é ainda conhecida como: adelfa-do-monte e, regionalmente, no Arquipélago da Madeira, como alindres (grafias alternativas alendros e alhendros) e figueira-de-alindres (também grafada figueira-de-alhendros).

### Etimologia
Do que toca ao nome científico:
- O nome genérico, Euphorbia[8], provém do latim clássico «euphorbium», que aludia a uma planta africana[9] ou à espessa seiva amarelo-acastanhada que dessa planta era segregada e que se empregava como purgativo.[10] Por seu turno, o termo latino euphorbium, provém do grego antigo εὐφόρβιον[11] que, por sua vez, alude à espécie Euphorbia resinifera. A palavra εὐφόρβιον advém do étimo grego εὔφορβος que significa «bem alimentado».[11]
- O epíteto específico, mellifera, provém do étimo latino clássico «mellĭfĕr» e significa «produtor de mel».[12]

## Descrição
Apresenta-se como um arbusto ou árvore de pequena dimensão (geralmente não alçando mais do que 8 metros), que surge nas escarpas litorais na Ponta de São Lourenço (ilha da Madeira) e áreas próximas da mesma até 15 metros de altitude. Apresenta-se com folhas lanceoladas e estreitas de até 20 centímetros de comprimento, subsésseis, agrupadas na extremidade dos ramos.
As flores desta planta são pequenas, agrupam-se em inflorescências terminais que podem chegar até aos 12 centímetros de comprimento, com 5 raios, brácteas obovadas, cíato hermafrodita, igualmente bracteado, coroado por 5 nectários ovados, vermelho-purpúreos ou alaranjados com margem pálida.
Cada cíato apresenta cerca de 6,5 milímetros de comprimento e obovado, possui várias flores masculinas nuas, reduzidas a um estame, dispostas em torno de uma flor feminina nua, central e pedicelada. A floração ocorre de Fevereiro a Julho. As flores são polinizadas por moscas e outros dípteros atraídos pelas substâncias secretadas pelos nectários ou glândulas.
O fruto é uma cápsula sensivelmente esférica, com até um centímetro de diâmetro e dividida em três valvas, dura, tuberculada e glabra.
O ritidoma do tronco é espesso, rugoso e acinzentado, enquanto que nas plantas jovens os ramos e rebentos já se apresentam lisos e verdes.

## Distribuição
Trata-se de uma espécie endémica da ilha da Madeira e das Canárias, que domina algumas das comunidades de caulirrosulados.

### Portugal
Trata-se de uma espécie presente em território português, nomeadamente no Arquipélago da Madeira.
Com efeito, há populações de alindres selvagens, em Tabua (concelho de Ribeira Brava), em Paúl do Mar (concelho de Calheta), em Santana e em escarpas litorais na Ponta de São Lourenço.

### Ecologia
Os alindres têm preferência por locais húmidos e umbrosos, ao longo de linhas de água, riachos e levadas, em clareiras ou zonas perturbadas ou ainda sob a folhagem da floresta Laurissilva, com menor desenvolvimento da planta; aprecia também zonas rochosas como ravinas sob o mar de nuvens, onde alguns indivíduos atingem alturas consideráveis.
Ocorre entre 400 e 1.100 m de altitude. Longevidade desta espécie no meio natural é desconhecida.